# Đại học Coimbra
Trường Đại học Coimbra (tiếng Bồ Đào Nha: Universidade de Coimbra, phát âm [univɨɾsiˈðaðɨ ðɨ kuˈĩbɾɐ]) là một trường đại học công lập ở Coimbra, Bồ Đào Nha. Được thành lập tại Lisboa vào năm 1290, trường dời đến Coimbra vào năm 1537. Đại học Coimbra là trường đại học lâu đời nhất Bồ Đào Nha và là một trong những trường đại học hoạt động liên tục lâu đời nhất thế giới, góp phần phát triển giáo dục đại học trong thế giới nói tiếng Bồ Đào Nha. Năm 2013, Đại học Coimbra được Tổ chức Giáo dục, Khoa học và Văn hóa Liên Hợp Quốc công nhận là Di sản thế giới nhờ kiến trúc, văn hóa, truyền thống độc đáo và vai trò lịch sử của trường.
Trường hiện tại được tổ chức thành tám khoa khác đào tạo cấp cử nhân, thạc sĩ cho đến tiến sĩ trong gần như tất cả các lĩnh vực chính. Tên của nó được đặt cho Coimbra Group, một nhóm các trường đại học nghiên cứu hàng đầu châu Âu được thành lập vào năm 1985 mà Coimbra chính là thành viên sáng lập. Trường Đại học Coimbra có khoảng 20.000 sinh viên, khoảng 10% trong số đó là sinh viên quốc tế và là nơi có một trong những cộng đồng lớn nhất của sinh viên quốc tế ở Bồ Đào Nha.
Các cựu sinh viên của đại học Coimbra nổi tiếng qua các thời kỳ có thể kể đến nhà thờ dân tộc Bồ Đào Nha Luís Vaz de Camões, nhà toán học Pedro Nunes, nhà thần kinh học dành giải Nobel năm 1949 António Egas Moniz cùng rất nhiều các vị nguyên thủ quốc gia Bồ Đào Nha khác.

## Lịch sử

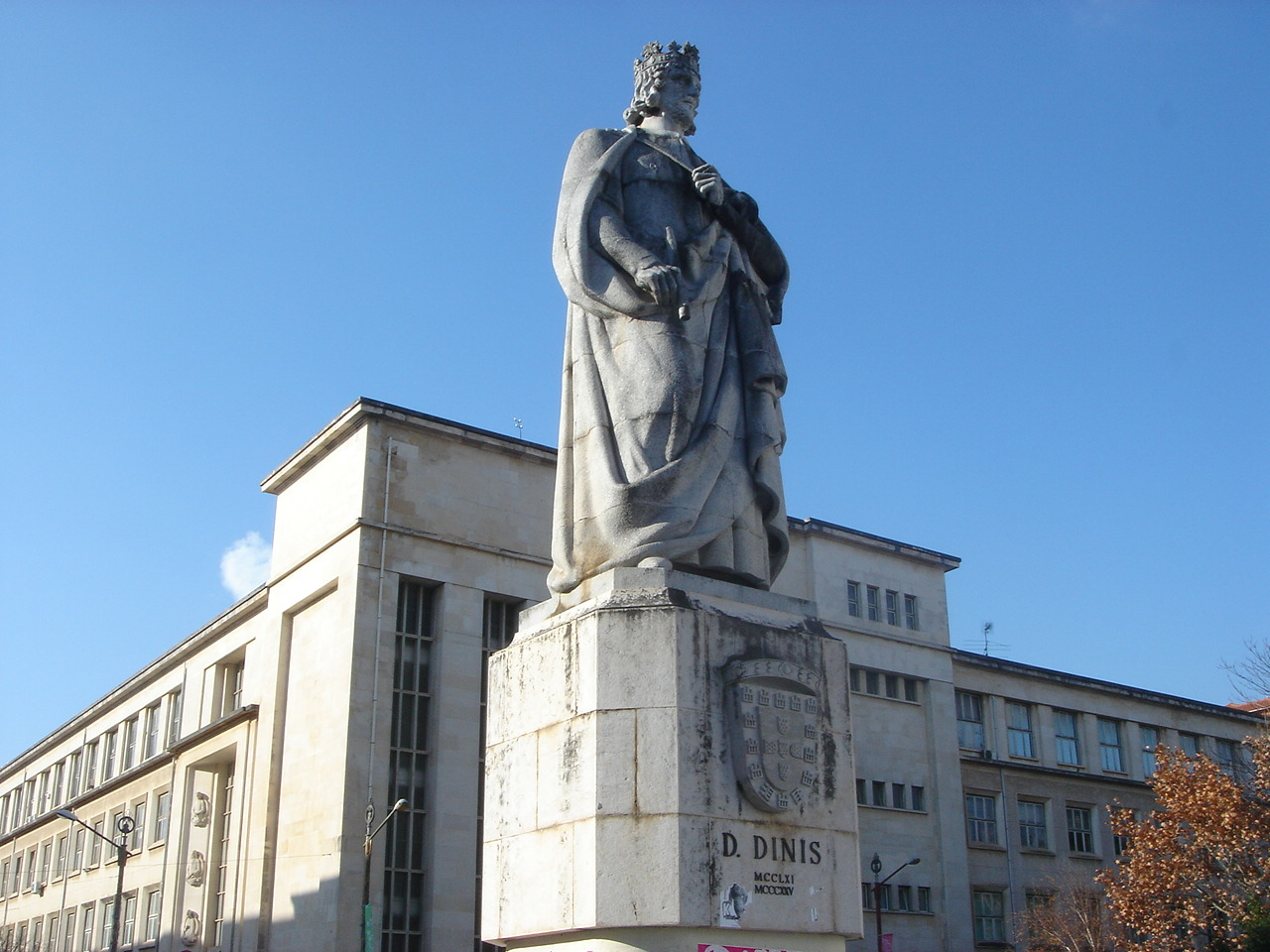
Tượng vua Denis, tại Coimbra

Trường đại học được thành lập hay phê chuẩn vào năm 1290 bởi vua Dinis I của Bồ Đào Nha ở Lisboa với tên gọi Studium generale. Hiến chương hoàng gia công bố tổ chức của trường đại học vào ngày 1 tháng 3 cùng năm, mặc dù những nỗ lực kể trên đã được thực hiện ít nhất kể từ năm 1288 nhằm thành lập trường đại học đầu tiên ở Bồ Đào Nha. Chính vì vậy nó là trường đại học lâu đời thứ hai ở bán đảo Iberia. Giáo hoàng Nicôla IV cũng đã chính thức xác nhận vào ngày 9 tháng 8 năm 1290. Theo như tông sắc của Giáo hoàng, tất cả các khoa hợp pháp đều được thành lập ngoại trừ khoa thần học. Vì thế, các khoa Luật, Nghệ thuật, Giáo luật và Y khoa là những lĩnh vực đầu tiên được thành lập. Tuy nhiên, ngôi trường này không ở Lisboa lâu. Năm 1308, có thể do các vấn đề về giải phóng khỏi Giáo hội, cộng thêm xung đột giữa sinh viên và cư dân địa phương, trường đại học được chuyển về Coimbra. Thị trấn này đã có truyền thống lâu đời trong giáo dục, là nơi có ngôi trường rất thành công của Tu viện Santa Cruz. Sau đó nó được thành lập trên một khu bất động sản gọi là "Estudos Velhos".
Vào năm 1338, dưới thời trị vì của vua Afonso IV, nó một lần nữa được chuyển đến Lisboa trước khi quay trở lại Coimbra vào năm 1354, lần này là trung tâm của thị trấn khi đó đang được mở rộng hoàn toàn. Vào năm 1377, dưới thời trị vì của vua Fernando I, nó lại được chuyển đến Lisboa và tồn tại ở đây hơn một thế kỷ rưỡi. Khoa Thần học có lẽ được cấp phép thành lập vào thời kỳ này, khoảng 1380. Năm 1537, dưới thời trị vì của João III của Bồ Đào Nha, nó lần thứ ba được chuyển về Coimbra nhưng lần này là chuyển hẳn về đó, nơi nó được xây dựng thêm Cung Alcaçova, sau đó được Hoàng gia mua lại vào năm 1597. Cơ sở giáo dục đại học, bao gồm tất cả sách từ thư viện, đã được chuyển từ Lisboa đến Coimbra. Nhiều giảng viên của trường đã không rời Lisboa và trên thực tế hầu hết giảng viên mới tại Coimbra đều làm việc ở đại học Salamanca trước đó. Phần lớn chương trình học không có sự xáo trộn nào. Việc tái cấu trúc chương trình giảng dạy đã được thực hiện và các giảng viên mới, cả người Bồ Đào Nha và nước ngoài đều được nhận vào.
Vào thế kỷ 18, hầu tước xứ Pombal đã thực hiện những cải cách triệt để, đặc biệt là liên quan đến việc giảng dạy các môn khoa học, phù hợp với Chủ nghĩa Khai Sáng và tín điều phi thường của ông. Trong nhiều thập kỷ, đây là trường đại học duy nhất ở Bồ Đào Nha kể từ khi thành lập vào năm 1290 cho đến năm 1559 (trường đại học Évora hoạt động từ năm 1559 đến năm 1759), và một lần nữa từ năm 1759 đến năm 1911 (Đại học Lisboa và Đại học Porto được thành lập vào năm 1911). Lịch sử lâu đời và ưu thế trong quá khứ của Đại học Coimbra đã khiến nó trở thành một trọng tâm ảnh hưởng quan trọng ở Bồ Đào Nha, không chỉ về mặt giáo dục mà còn cả về chính trị và xã hội.
Các bước đầu tiên hướng tới sự thống nhất của một số hệ thống giáo dục đại học Châu Âu đã được thực hiện với tuyên bố Sorbonne được ký kết bởi các Bộ trưởng phụ trách Giáo dục đại học ở Pháp, Ý, Vương quốc Anh và Đức vào năm 1998, và sau đó đến năm 1999 là ký kết trong tuyên bố Bologna. Quy trình Bologna nhằm tạo ra một nền giáo dục đại học châu Âu bằng cách thực hiện một cấu trúc mức độ so sánh, các tiêu chuẩn đảm bảo chất lượng chung và bằng cách thúc đẩy quá trình di chuyển của sinh viên và giảng viên, là một cuộc cách mạng lớn trong giáo dục đại học của châu Âu. Tại Bồ Đào Nha, Đại học Coimbra quyết định hoãn việc áp dụng mô hình Quy trình Bologna mới từ năm 2006 đến năm 2007/2008.

## Công trình

### Thư viện Tổng hợp

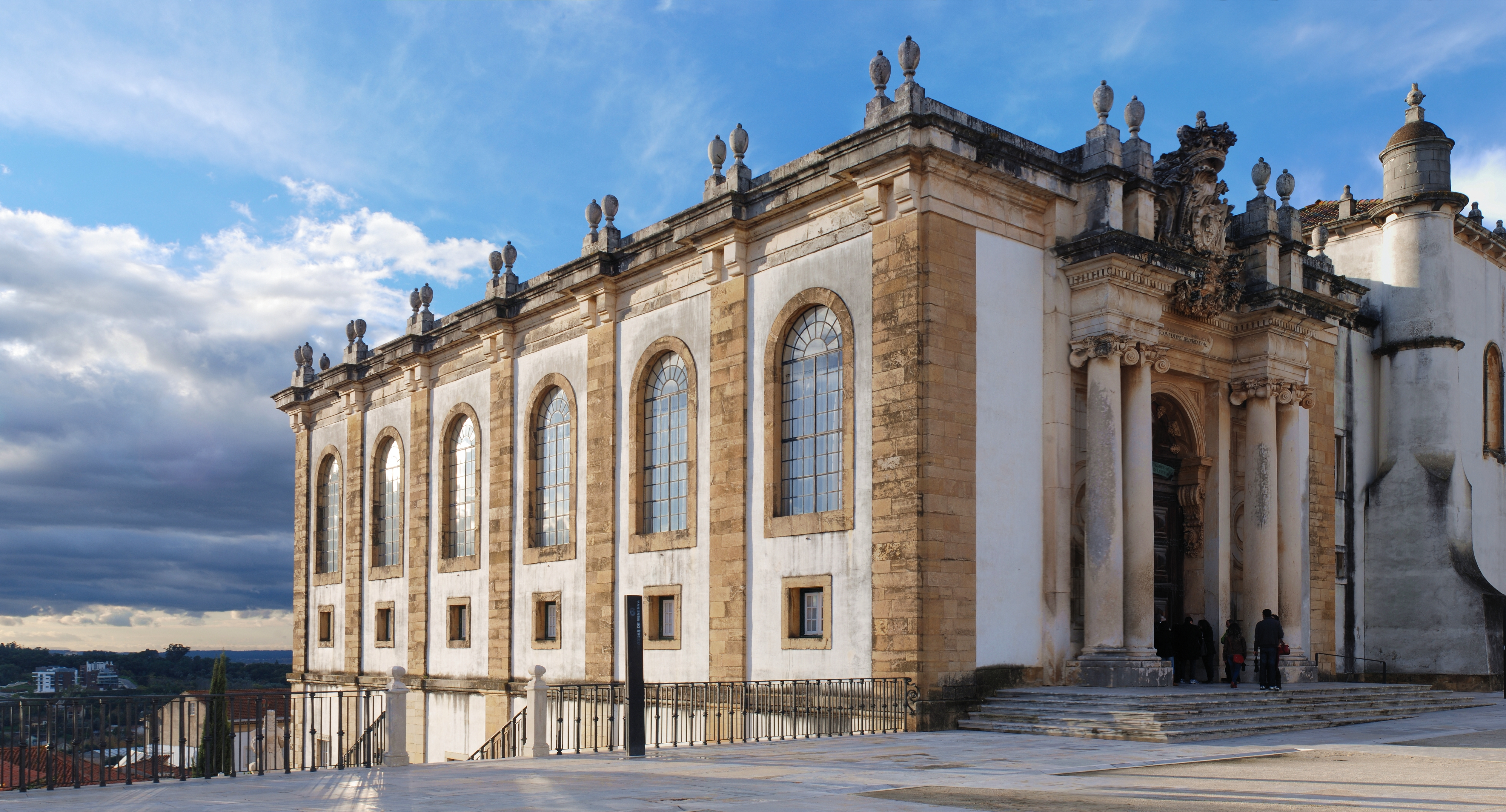
Thư viện Joanina thành lập năm 1717.

Tại đây có Thư viện Tổng hợp Đại học Coimbra bao gồm hai tòa nhà: 
- Đầu tiên là Thư viện Joanina, một công trình mang kiến trúc Baroque thế kỷ 18 được xây dựng dưới thời vua João V của Bồ Đào Nha. Đây là một trong những thư viện Baroque nguyên bản và đẹp nhất châu Âu. Nó có diện tích sử dụng là 1250 mét vuông với hai tầng hầm, là nơi lưu trữ của 70.000 đầu sách từ trước năm 1800. Các bức bích họa được thực hiện bởi António Simões Ribeiro và Vicente Nunes, còn bức chân dung lớn của nhà vua được vẽ bởi họa sĩ người Ý Domenico Duprà. Các tác phẩm điêu khắc gỗ được thực hiện bởi Francesco Gualdini.
- Tòa nhà thứ hai là tòa nhà mới được xây dựng vào năm 1962 với hơn một triệu đầu sách thuộc hầu hết các lĩnh vực nghiên cứu là một tòa nhà hiện đại bốn tầng với diện tích sử dụng lên tới hơn 7000 mét vuông.

### Nhà nguyện São Miguel

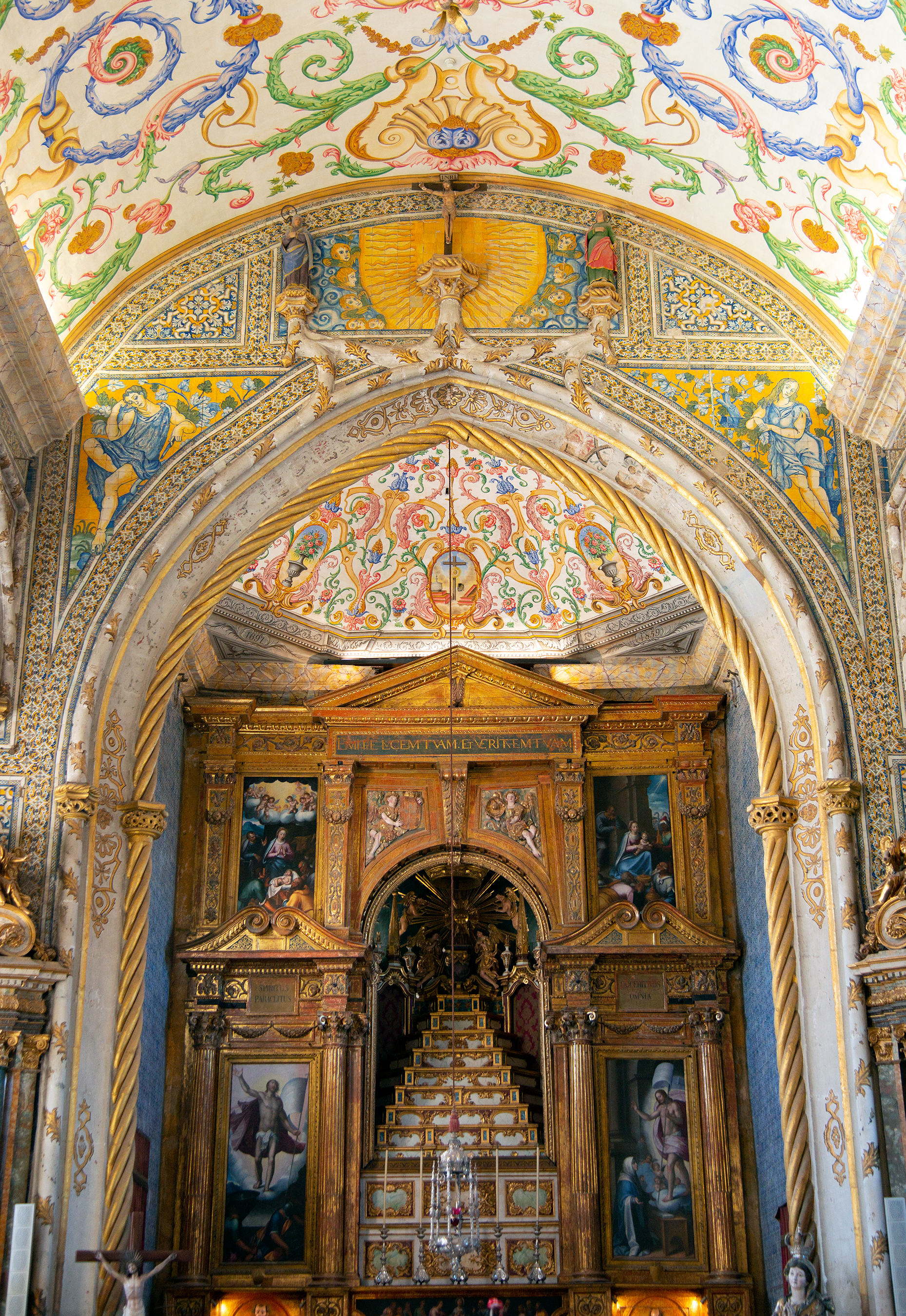
Bên trong nhà nguyện.

Nhà nguyện São Miguel được thành lập tại một địa điểm khác vào năm 1290 còn được gọi là "Nhà nguyện Đại học Coimbra". Đây là công trình mang kiến trúc Gothic muộn ở Bồ Đào Nha hay Manueline. Bên trong nó là gạch ốp tường Azulejo tinh xảo với một bàn thờ ảnh hưởng của trường phái kiểu cách và một đàn organ Baroque được trang trí công phu.
Nhà nguyện ban đầu là một phần của Cung điện Hoàng gia Coimbra, được Đại học mua lại từ Hoàng gia vào năm 1597. Nó vẫn giữ đặc quyền của hoàng gia ngay cả sau khi mua. Nhà nguyện hiện tại đã thay thế một nhà nguyện tư nhân nhỏ hoặc nhà thờ lớn của Cung điện, có lẽ được xây dựng vào thế kỷ 12. Dự án thuộc về Marcos Pires, người đã thiết kế cửa phụ Manueline theo chủ nghĩa tự nhiên, mặc dù ông đã qua đời vào năm 1521 và công việc của ông phải được hoàn thành bởi Diogo de Castilho. Lối vào nhà nguyện là qua một cánh cửa Tân cổ điển do José de Carvalho làm năm 1780.
Nhà nguyện được thánh hiến và dùng để cử hành thánh lễ vào mỗi Chúa nhật. Tại đây có một dàn hợp xướng biểu diễn, và nó cũng được dùng để cho thuê trong một số sự kiện và đám cưới địa phương.

## Danh sách các khoa
Trường Đại học Coimbra bao gồm 8 khoa: 
- Khoa Luật: cung cấp tất cả các cấp độ học về Luật và hành chính công.
- Khoa Y: cung cấp tất cả các cấp độ học trong Y học và Nha khoa
- Khoa Nhân văn: cung cấp tất cả các cấp độ học trong Sân khấu - Điện ảnh, Ngôn ngữ cổ điển, Văn học Bồ Đào Nha, Ngôn ngữ học, Lịch sử, Lịch sử Nghệ thuật, Khảo cổ học, Địa lý, Triết học, Báo chí và Du lịch, Giải trí và Di sản.
- Khoa Khoa học & Công nghệ: cung cấp tất cả các cấp độ học trong Nhân chủng học, Kiến trúc, Sinh học, Hóa sinh, Thiết kế và đa phương tiện, bảo tồn và phục hồi, Kỹ thuật môi trường, Y sinh, Kỹ thuật Xây dựng, Điện, Máy tính, Vật lý, Quản lý công nghiệp, Tin học, Vật liệu, Cơ khí, Hóa học, Địa chất, Toán và Hóa dược.
- Khoa Dược: cung cấp tất cả các cấp độ học thuật trong Khoa học Dược phẩm.
- Khoa Kinh tế: cung cấp tất cả các cấp độ học trong Kinh tế, Kinh doanh Tổ chức và Quản lý, Quan hệ Quốc tế và xã hội học.
- Khoa Tâm lý học & Khoa học Giáo dục: cung cấp tất cả các cấp độ học trong Tâm lý học, dịch vụ xã hội và Giáo dục Khoa học.
- Khoa Thể thao Khoa học & Giáo dục thể chất: cung cấp tất cả các cấp độ học trong Thể thao Khoa học và Giáo dục thể chất.

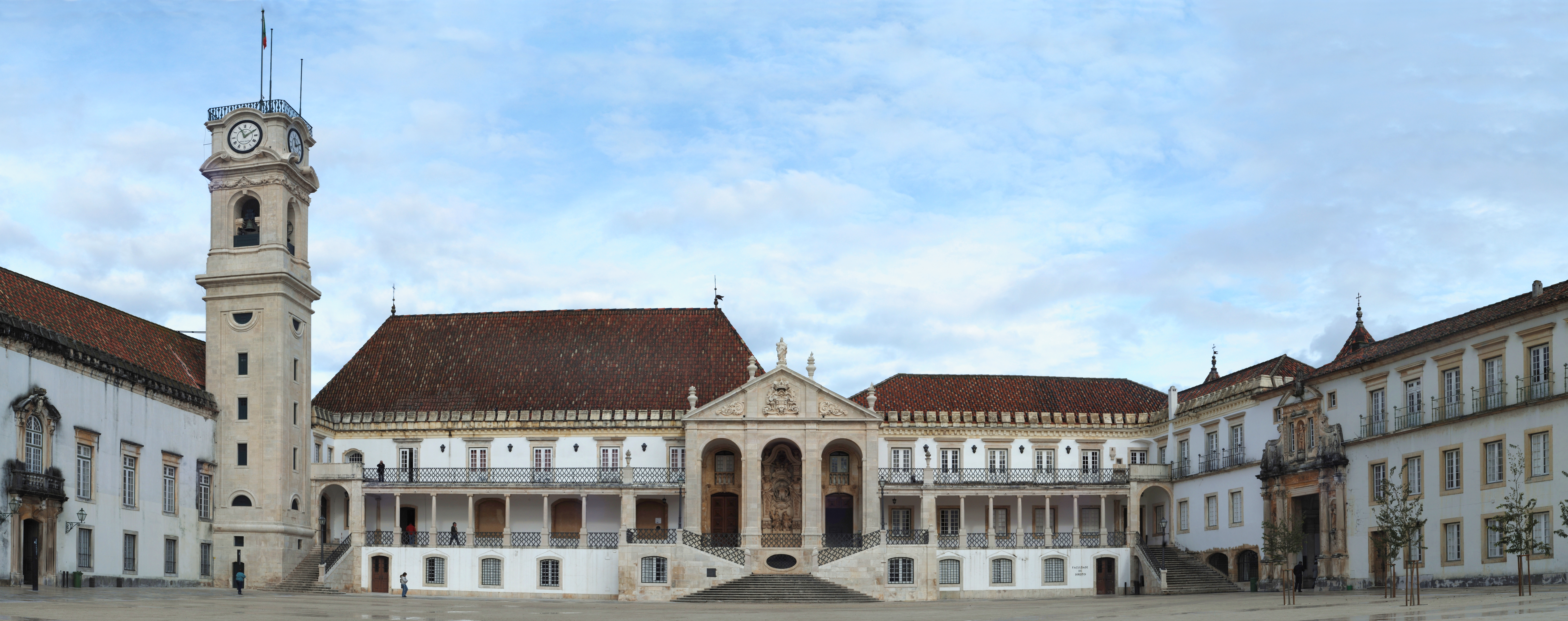
Sân của cung điện hoàng gia cũ với tháp chuông và cung Alcaçova.

Sân của cung điện hoàng gia cũ với bức tượng vua João III, bên phải là cổng vào Nhà nguyện São Miguel và thư viện Joanina (xa), bên trái là Cổng Cung điện.